# Georges Bataille
Georges Albert Maurice Victor Bataille (født 10. september 1897, død 9. juli 1962) var en fransk filosof og forfatter, der arbejdede med litteratur, antropologi, filosofi, økonomi, sociologi og kunsthistorie. Bataille var i slutningen af 1920'erne og i 1930'erne en del af den surrealistiske avantgardebevægelse. André Breton, den selvbestaltede leder af den franske surrealisme, kritiserede i det andet surrealistiske manifest fra 1929 Bataille for at være en ‘ekskrementfilosof', og Bataille svarede igen og kaldte Breton for en idealist. I 1930'erne var Bataille en ledende kraft i flere para-surrealistiske projekter, bl.a. tidsskriftet Documents. Bataille var under facismens opkomst optaget af at finde måder at bekæmpe den på, der gik på det sanselige. Erotik, suverænitet og overskridelse er nogle af de væsentlige temaer i hans skrifter.

## Forfatterskab
- Histoire de l'oeil, 1928 (under pseudonymet Lord Auch) (på dansk, Historien om øjet, 1986).
- Madame Edwarda, 1937 (under pseudonymet Pierre Angélique).
- L'expérience intérieure, 1943 (på dansk, Den indre erfaring, 2013).
- Le Bleu du ciel, 1945 (på svensk, Himlens blå 1990).
- La part maudite, 1949 (på svensk, Den fördömda delen 1991).
- La littérature et le Mal, 1957. (på svensk, Litteraturen och det onda 1996).
- Les larmes d'Éros, 1961.